# Tratado de Lircay
El Tratado de Lircay (3 de mayo de 1814) firmado entre el jefe de las fuerzas realistas estacionadas en la Intendencia de Concepción, el brigadier Gabino Gaínza y los representantes del gobierno chileno del Director Supremo Francisco de la Lastra, los brigadieres Bernardo O'Higgins y Juan Mackenna. 
Por este acuerdo, que comprendía 16 artículos, los patriotas reafirmaban su lealtad a Fernando VII, se definía a Chile como parte integrante de la monarquía española, se comprometían a ayudar a España en la medida de sus posibilidades, a enviar diputados a las Cortes de Cádiz y a retroceder sus tropas al norte del río Lontué. En el preámbulo del documento se condenaba (sin nombrarlos) a los hermanos Carrera, como los culpables de la ruina del reino del Chile.
Como parte del cumplimiento del tratado, los patriotas chilenos abandonaron el uso de la bandera de la Patria Vieja, retomando el estandarte español.
Los realistas, por su parte, aceptaron el gobierno provisional chileno, retiraron el grueso de sus fuerzas de la Provincia de Concepción, y se comprometieron a no pasar el río Maule ni entrar en la ciudad de Talca.
Además se acordaban diversas otras disposiciones prácticas relativas al fin de las hostilidades, como el canje de prisioneros de guerra, la restitución de bienes confiscados por el gobierno chileno y el pago de los costes a quienes habían hecho aportes a las fuerzas de Gaínza.

## Contexto del acuerdo
Las negociaciones se realizaron gracias a los esfuerzos desplegados por el comodoro inglés de la flotilla del Pacífico y capitán del HMS Phoebe, James Hillyar, quien había recogido en Lima las intenciones del virrey Abascal de parlamentar con los rebeldes chilenos, transmitiéndolas después al director Lastra.
El agotamiento en que se encontraban ambas fuerzas en conflicto, luego de la accidentada campaña iniciada en 1813, impulsó a ambas partes a conseguir por medio de este tratado una tregua honrosa, pero temporal, pues hay indicios de que ninguno de los dos bandos estaba dispuesto a cumplir del todo lo pactado. 
Actuó como secretario, de parte del bando realista, el doctor en leyes José Antonio Rodríguez Aldea, quien terminaría por ser ministro de hacienda durante el gobierno de Bernardo O'Higgins, entre 1820 y 1823. Ambos se conocieron con motivo de este tratado y simpatizaron. El pasado monarquista y el descrédito del abogado Rodríguez Aldea, en su momento será una de las causas de la impopularidad y caída de O'Higgins.

## Incumplimiento y final del tratado
Finalizada la negociación, Gaínza emprendió la retirada hasta Chillán, pero no abandonó la provincia en la fecha acordada, sino que permaneció en la ciudad a la espera de refuerzos. Incluso Gaínza, cuando fue recriminado por sus oficiales por el compromiso de dejar la provincia, este les tranquilizó adelantándoles que no tenía intención de cumplir esa parte del acuerdo. 
Por otro lado, las fuerzas patriotas no retrocedieron hasta Lontué, y permaneciendo en Talca indefinidamente.
En los hechos, el pacto permitió crear una situación de tregua y respetar la frontera en el río Maule que tenía la Intendencia de Concepción (Penco) y la Intendencia de Santiago (Chile).
Cuando el virrey Abascal se enteró de los términos del documento, lo desconoció, enviando a Chile una expedición y un nuevo jefe: Mariano Osorio. Gaínza fue sometido a proceso en Lima acusado de haberse extralimitado al firmar acuerdos más allá de sus facultades. 
En el campo patriota, el tratado fue desahuciado por la caída del gobierno de Francisco de la Lastra, tras el golpe de Estado dirigido por José Miguel Carrera el 23 de julio de 1814.